# Oliver Barbosa
Oliver Barbosa (ur. 29 września 1986 w Pasigu) – filipiński szachista, arcymistrz od 2011 roku.

## Kariera szachowa
W 2004 r. zdobył tytuł mistrza Filipin juniorów, w kategoriach do 18 i 20 lat oraz reprezentował narodowe barwy na rozegranych w Koczin mistrzostwach świata juniorów do 20 lat (zajmując 19. miejsce). W 2009 r. podzielił I m. (wspólnie z m.in. Samuelem Shanklandem i Zbynkiem Hráčkiem) w turnieju New York International w Nowym Jorku, natomiast w 2010 r. zwyciężył (wspólnie z Zurabem Azmaiparaszwilim) w turnieju ASEAN Chess Championships w Singapurze. Normy na tytuł arcymistrza wypełnił w 2011 r. w Meszhedze (indywidualne mistrzostwa Azji), Manili (indywidualne mistrzostwa Filipin – dz. II-III miejsce) oraz Kuala Lumpur (turniej Raja Nazrin Shah Invitational Masters – I miejsce). W 2012 r. zwyciężył w Delhi, zadebiutował w narodowej drużynie na szachowej olimpiadzie, rozegranej w Stambule oraz podzielił I m. (wspólnie z Siergiejem Tiwiakowem) w Kuala Lumpur. W 2013 r. zdobył w Pasayu srebrny medal indywidualnych mistrzostw Azji, zdobywając jednocześnie awans do rozegranego w Tromsø turnieju o Puchar Świata (w I rundzie przegrał z Lê Quangiem Liêmem i odpadł z dalszej rywalizacji). W 2014 r. zwyciężył w Kalkucie (wspólnie z Babu Lalithem) oraz Bangkoku (wspólnie z Francisco Vallejo Ponsem). 
Najwyższy ranking w dotychczasowej karierze osiągnął 1 marca 2012 r., z wynikiem 2585 punktów zajmował wówczas 2. miejsce (za Wesleyem So) wśród filipińskich szachistów.